# Castelo de Llandovery

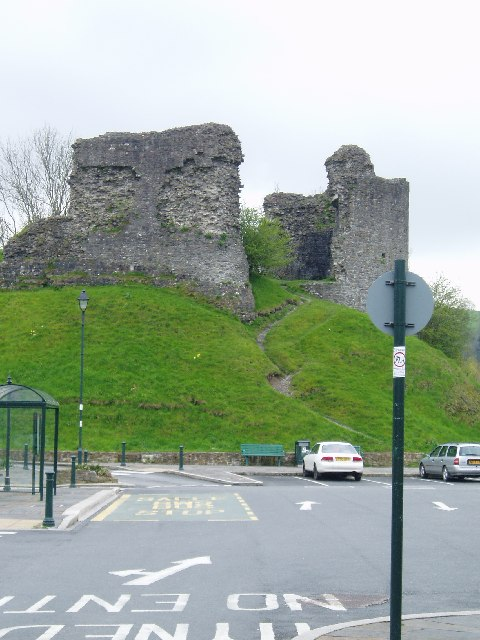
Castelo de Llandovery, País de Gales.

O Castelo de Llandovery (em língua inglesa Llandovery Castle) é um castelo atualmente em ruínas localizado em Llandovery, Carmarthenshire, País de Gales. 
Encontra-se classificado no grau "II" do "listed building" desde 3 de agosto de 1966.